# Boxeo a puño limpio
El boxeo a puño limpio (también conocido boxeo sin guantes y bare-knuckle boxing en inglés) es un deporte de combate de contacto total que se basa en golpear sin ningún tipo de protección en las manos. El deporte tal como se lo conoce hoy en día se originó en la Inglaterra del siglo XVII y se diferencia de las peleas callejeras en que sigue un conjunto de reglas aceptadas.
Las reglas que proporcionaron la base para el boxeo a puño limpio durante gran parte de los siglos XVIII y XIX fueron las Reglas del Anillo de Premio de Londres. A finales del siglo XIX, el boxeo profesional pasó del boxeo a puño limpio al uso de guantes de boxeo. El último campeonato mundial de peso pesado importante celebrado bajo las reglas del boxeo a puño limpio tuvo lugar en 1889 y fue sostenido por John L. Sullivan. La revista American National Police Gazette fue reconocida por sancionar los títulos de campeonato mundial.
El boxeo a puño limpio ha visto un resurgimiento en el siglo XXI con promotores ingleses como Bare Knuckle Boxing (BKB) en Coventry y Ultimate Bare Knuckle Boxing (UBKB) en Warrington, así como promotores estadounidenses como Bare Knuckle Fighting Championship (BKFC) en Filadelfia y BYB Extreme (BYB) en Miami.

## Historia
El deporte tal como se conoce hoy en día se originó en Inglaterra. Según la crónica de boxeo Pugilistica, el primer informe periodístico de un combate de boxeo en Inglaterra data de 1681, cuando el Protestant Mercury declaró: «Ayer se realizó un combate de boxeo ante Su Gracia el Duque de Albemarle, entre el lacayo del Duque y un carnicero. Este último ganó el premio, como lo ha hecho muchas veces antes, siendo considerado, aunque de pequeña estatura, el mejor en ese ejercicio en Inglaterra».
El primer campeón de boxeo a puño limpio de Inglaterra fue James Figg, quien reclamó el título en 1719 y lo mantuvo hasta su retiro en 1730. Antes de Jack Broughton, la primera idea del boxeo actual se originó con James Figg, quien es visto como el organizador del boxeo moderno. En 1719, estableció una fundación pugilística y se presentó a sí mismo como 'un profesional en la Noble Ciencia de la Defensa' para instruir a los boxeadores en el uso de los puños, la espada y el bastón. Los campeones notables fueron Jack Broughton, Elizabeth Wilkinson, Daniel Mendoza, Jem Belcher, Hen Pearce, John Gully, Tom Cribb, Tom Spring, Jem Ward, James Burke, William "Bendigo" Thompson, Ben Caunt, William Perry, Tom Sayers y Jem Mace.
El récord de la pelea a puño limpio más larga se registra como de 6 horas y 15 minutos en un combate entre James Kelly y Jonathan Smith, luchado cerca de Fiery Creek en Australia el 3 de diciembre de 1855, cuando Smith se rindió después de 17 asaltos.
El peleador a puño limpio Jem Mace tiene el récord de la carrera profesional más larga de cualquier luchador en la historia. Luchó durante más de 35 años hasta sus 60 años, y registró su última pelea de exhibición en 1909 a la edad de 78 años.
El boxeo profesional a puño limpio nunca fue legal bajo ninguna ley federal o estatal en los Estados Unidos hasta que Wyoming se convirtió en el primero en legalizarlo el 20 de marzo de 2018. Antes de esa fecha, la principal organización sancionadora del boxeo a puño limpio era la revista National Police Gazette, que organizaba combates y emitía cinturones de campeonato a lo largo de la década de 1880. La Police Gazette sancionó lo que se considera el último gran campeonato mundial de peso pesado a puño limpio, entre John L. Sullivan y Jake Kilrain el 8 de julio de 1889, con Sullivan emergiendo como el vencedor.
Otros campeones notables fueron Tom Hyer, Yankee Sullivan, Nonpareil Dempsey, Tom Sharkey, Bob Fitzsimmons y John Morrissey.

### Reglas
El pugilismo clásico comenzó a adoptar reglas a mediados del siglo XVIII para disminuir los casos de lesiones y muertes, al tiempo que mostraba el deporte como una actividad atlética respetable. Se adoptaron tres conjuntos de reglas durante ese tiempo hasta la aceptación del boxeo moderno con guantes.
- Reglas de Broughton: El primer conjunto de reglas ideado por el campeón Jack Broughton en 1743. Según las reglas de Broughton, un asalto continuaba hasta que un hombre caía; después de 30 segundos, tenía que enfrentarse a su oponente (cuadrarse), de pie a no más de un yarda (aproximadamente un metro) de distancia, o ser declarado derrotado. También se prohibía golpear a un oponente caído.

- Reglas del Anillo de Premio de Londres: Un nuevo conjunto de reglas iniciado por la Asociación Protectora de Púgiles Británicos en 1838 y revisado en 1853. Las nuevas reglas establecían un ring cuadrado de 24 pies (7,32 metros) delimitado por dos cuerdas. Cuando un luchador caía, el asalto terminaba y se le ayudaba a llegar a su esquina. El siguiente asalto comenzaba 30 segundos después, y cada boxeador tenía que llegar, sin ayuda, a una marca en el centro del ring. Si un luchador no podía alcanzar esa marca al final de 8 segundos adicionales, se le declaraba perdedor. Patear, rasguñar, embestir con la cabeza, morder y golpes bajos eran todos declarados faltas.

- Reglas del marqués de Queensberry: Otro conjunto de reglas codificadas por John Graham Chambers del Amateur Athletic Club y patrocinadas por John Sholto Douglas, el noveno marqués de Queensberry, en 1867. Las nuevas reglas añadieron restricciones que continúan en el boxeo hasta el día de hoy, como que los luchadores debían usar guantes acolchados, un asalto consistía en tres minutos de combate seguido de un minuto de descanso, se prohibía la lucha libre y cualquier luchador que caía tenía que levantarse sin ayuda dentro de 10 segundos. Si un luchador no podía levantarse, se le declaraba noqueado y la pelea terminaba. Durante este período también se introdujeron las primeras divisiones de peso.

## Boxeo moderno a puño limpio
Después de más de un siglo, el boxeo a puño limpio regresó legalmente al Reino Unido en Kettering el 29 de junio de 2015. El espectáculo fue promovido por UBBAD, encabezado por Joe Smith-Brown y Jim Freeman. Descubrieron que, por ley, los luchadores tendrían que usar vendajes en las manos para competir en combates de boxeo a puño limpio legalmente.
Con el resurgimiento del boxeo a puño limpio en el siglo XXI, se han realizado varias modificaciones a las reglas clásicas que controlaban el boxeo a puño limpio histórico. Además, hay varios cambios con respecto a las Reglas del Marqués de Queensberry. Más notablemente, hay una cuenta de 18 segundos para cualquier derribo en el BKB, aunque el BKFC y BYB Extreme usan la cuenta tradicional de 10 segundos. En la mayoría de las promociones modernas de boxeo a puño limpio, no existe la regla de tres derribos y los luchadores no pueden ser salvados por la campana. Las peleas consisten en 5 asaltos de 2 minutos en BKFC, tanto para peleas no titulares como titulares. En BKB y BYB Extreme, las peleas no titulares son de 5 asaltos de 3 minutos, mientras que las peleas titulares son de 7 asaltos de 3 minutos. Las peleas femeninas en tanto BKB como BYB Extreme se reducen a asaltos de dos minutos. Una de las características distintivas del boxeo a puño limpio moderno es la inclusión de golpes en el clinch, también conocido como "boxeo sucio". En BKB, los golpes en el clinch están prohibidos y las peleas pueden variar desde 3 asaltos de 3 minutos hasta 7 asaltos de 3 minutos.
En octubre de 2021, BKFC Thailand (más tarde renombrado BKFC Asia) se estableció como la sucursal oficialmente licenciada del Bare Knuckle Fighting Championship (BKFC) en Asia. Organizó su primer evento, titulado BKFC Thailand 1: The Game Changer, el 18 de diciembre de 2021 en el Pattaya Exhibition And Convention Hall en Pattaya. BKFC Thailand se convirtió en la primera promoción en recibir licencia y sanción completas para el boxeo a puño limpio en Tailandia y Asia.
El 26 de febrero de 2022, la luchadora sueca Mathilda Wilson derrotó a la luchadora inglesa (y reemplazo de última hora) Taylor Reeves en la primera pelea legal femenina de boxeo a puño limpio en el Reino Unido en la era moderna. La pelea se celebró en Wolverhampton y fue sancionada y gobernada por la International Sport Kickboxing Association, con Wilson ganando por TKO en el primer asalto, convirtiéndose en la primera mujer escandinava en competir profesionalmente en boxeo a puño limpio.
En septiembre de 2022, se anunció que Bare Knuckle Fighting Championship había adquirido la organización del Reino Unido Bare Fist Boxing Association (BFBA) para formar Bare Knuckle Fighting Championship UK (BKFC UK). El movimiento significó que BKFC ahora celebraría regularmente espectáculos en todo el Reino Unido.

### Reglas del Bare Knuckle Fighting Championship
1. Los peleadores pueden vendar y encintar la muñeca, el pulgar y la parte media de la mano. No se puede poner gasa ni cinta a menos de 1 pulgada (25 mm) de los nudillos.
2. Los peleadores "pondrán el pie en la línea". Hay dos líneas, a 3 pies (91 cm) de distancia, en el centro del ring donde los peleadores comenzarán cada asalto. El pie delantero estará en la línea y el árbitro indicará a los luchadores que "se preparen", lo que señala el comienzo del combate/asalto.
3. Los golpes son el único tipo de ataque permitido y deben ser con el puño cerrado (no se permiten patadas, codos, rodillazos ni agarres).
4. En el clinch, el peleador puede salir golpeando con la mano abierta. Si hay una pausa de tres segundos en la acción mientras se clincha, el árbitro separará a los luchadores.
5. Un peleador que es derribado tendrá 10 segundos para levantarse, o el árbitro detendrá la pelea. No está permitido golpear a un peleador caído. Cualquier peleador que lo haga será descalificado y la bolsa será retenida. Mientras un peleador está caído, se le indicará al otro luchador que se dirija a un espacio neutral.
6. Si un peleador tiene un corte y la sangre está afectando su visión, el árbitro puede llamar a un tiempo muerto para dar al cutman 30 segundos para detener el sangrado. Si no se puede controlar la sangre y esta impide la visión del peleador, el árbitro detendrá la pelea y otorgará la victoria al otro peleador.
7. Las peleas son de dos minutos por asalto y cada combate será de 3 o 5 asaltos de duración. En BKB pueden ser 3, 5 o 7 asaltos.
8. Todos los peleadores deben usar un protector de ingle con copa, un protector bucal, calzoncillos o pantalones de boxeo y zapatos de boxeo/lucha.
9. Se espera que todos los peleadores den el 100% de su esfuerzo y se comporten con total deportividad.